# Kerk van de Oud Gereformeerde Gemeente in Nederland (Stavenisse)

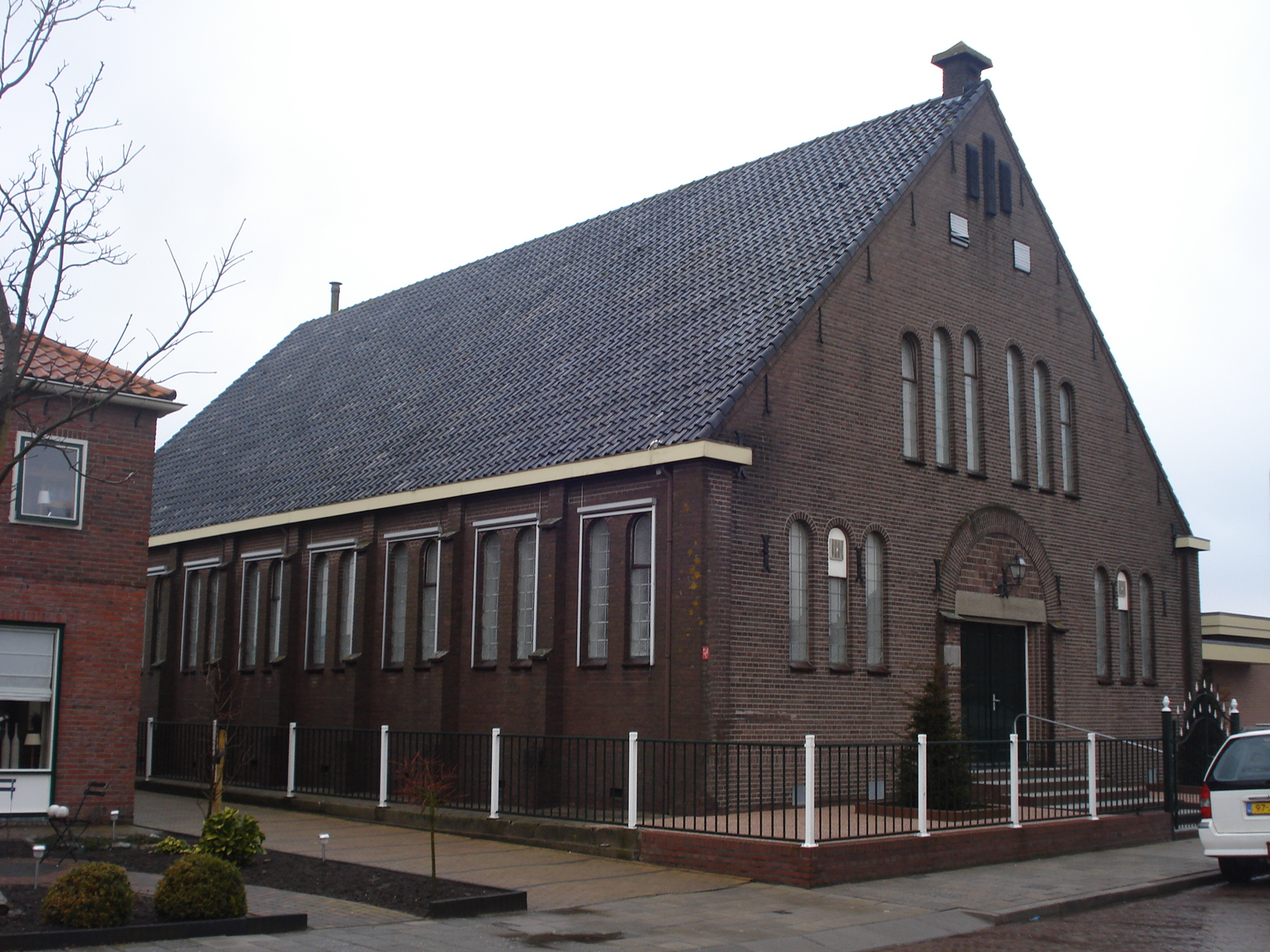
Kerk van de Oud Gereformeerde Gemeenten in Nederland

De kerk van de Oud Gereformeerde Gemeente in Nederland is een kerkgebouw in de tot de Zeeuwse gemeente Tholen behorende plaats Stavenisse, gelegen aan Prins Bernhardstraat 35.
In 1855 werd te Stavenisse een Ledeboeriaanse gemeente opgericht, in een gebouwtje aan de Achterweg, de huidige Wilhelminastraat. In 1936 werd echter een nieuwe kerk gebouwd en werd het oude gebouwtje afgestoten. Dit werd in 2001 gesloopt.
De Ledeboeriaanse gemeente heeft zich uiteindelijk aangesloten bij de Oud-Gereformeerde Gemeenten in Nederland en heeft vele honderden lidmaten in het kleine dorp Stavenisse: De huidige kerk biedt, na vergroting in 2004, plaats aan 650 gelovigen.

## Gebouw
Het huidige kerkgebouw is een bakstenen zaalkerk, ontworpen door J.C. Waverijn. Het kerkje heeft een voorgevel in gematigd traditionalistische stijl met ingangsportaal en rondbogige vensters.
Het orgel stamt van 1948 en werd door de firma Van Leeuwen gebouwd voor de Gereformeerde kerk te Nieuwerkerk aan den IJssel. In 1969 werd dit orgel in de Oud Gereformeerde kerk geplaatst.